# Байдарские ворота
Байда́рские воро́та (укр. Байдарські ворота, крымскотат. Baydar boğazı, Байдар богъазы) — горный перевал через главную гряду Крымских гор, ведущий из Байдарской долины (называемой крымской Швейцарией) на Южный берег Крыма. Перевал Байдарские ворота или просто Байдарский перевал находится между горой Челеби (657 м) на западе и Чху-Баир (705 м) на востоке. Высота перевала — 503 м над уровнем моря.

## История и памятник

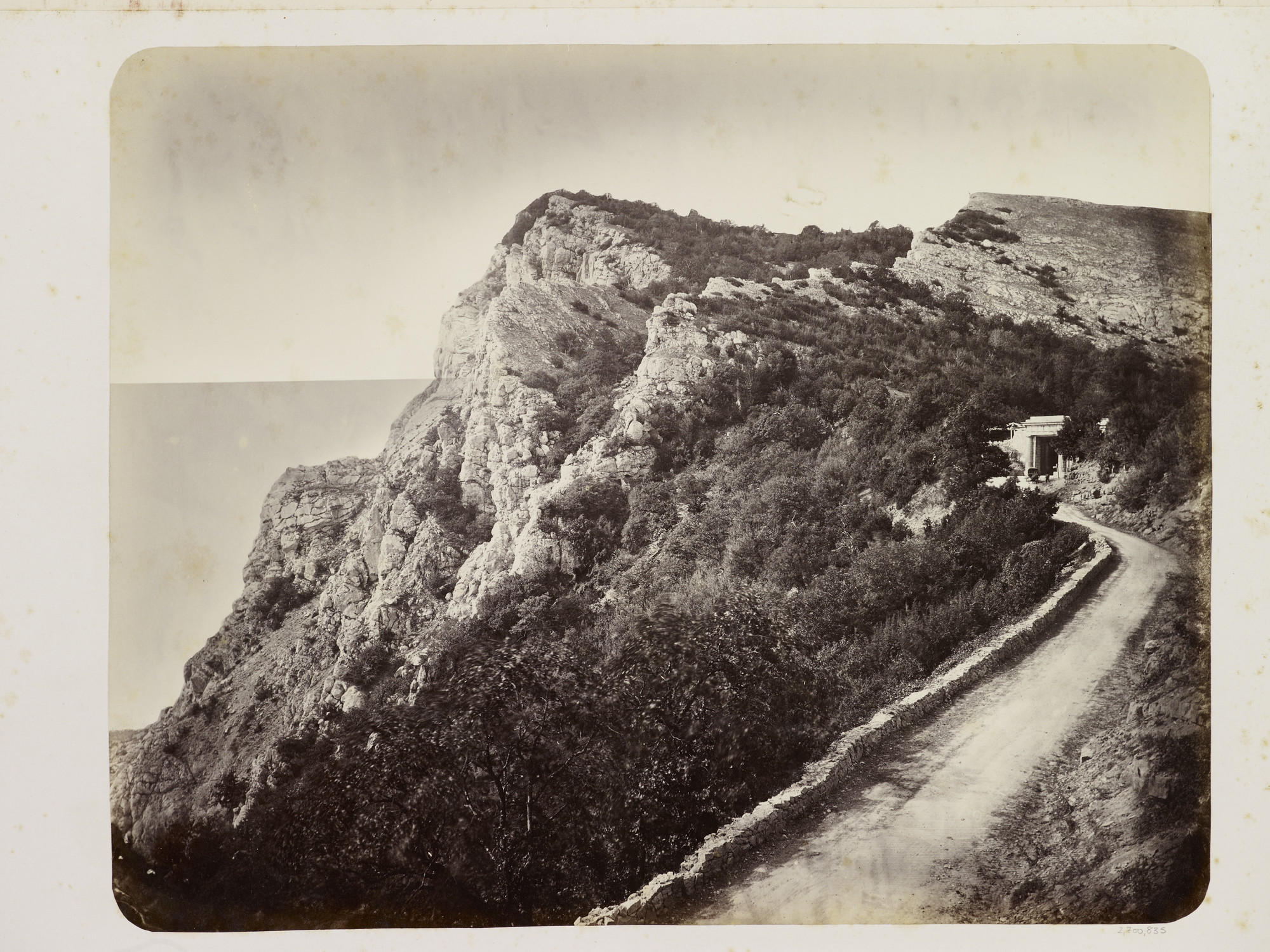
Байдарские ворота, 1869 год.

Через перевал проходит старое автомобильное шоссе Ялта — Севастополь, строившееся с 1837 по 1848 гг. по инициативе генерал-губернатора Новороссийского края графа Михаила Семеновича Воронцова.
На Байдарском перевале расположен памятник архитектуры Байдарские ворота. Он сооружен в 1848 году по проекту известного ялтинского архитектора Карла Ивановича Эшлимана в честь окончания строительства шоссе Ялта — Севастополь. Ворота-пропилеи представляют собой массивный портик из блоков местного известняка со сложным карнизом, фланкируемый полуколоннами и перекрытый антаблементом. Справа и слева к портику примыкают прямоугольные тумбы из того же материала, придающие монументальность классическому образцу сооружения. В правой тумбе имеется помещение (около 30 м²). Ворота слишком узкие, чтобы разминуться двум автомобилям, поэтому работает также объезд.

## Панорама

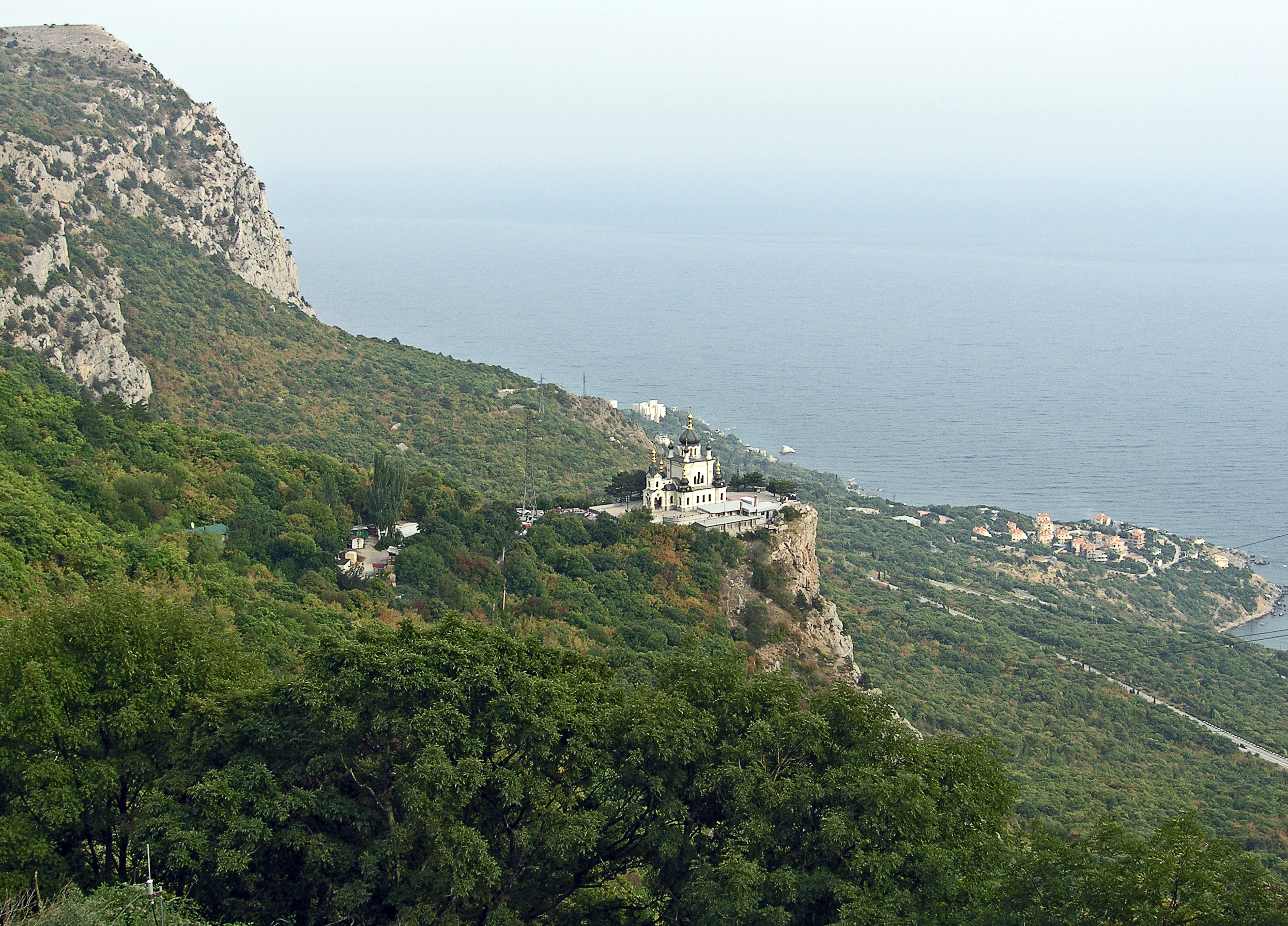
Вид с Байдарских ворот на Форосскую церковь

К двум видовым площадкам, находящимся в верхней части пропилеев, ведет лестничный марш. С этих видовых площадок открывается панорамный вид на поселок Форос, Форосскую церковь, и Байдарскую долину.
Е. Марков, один из первых путешественников по Крыму, писал:

«Панорама, открывающаяся из Байдарских ворот, сама по себе одна из грандиознейших, какие где-либо можно увидеть».

## Рестораны и гостиницы

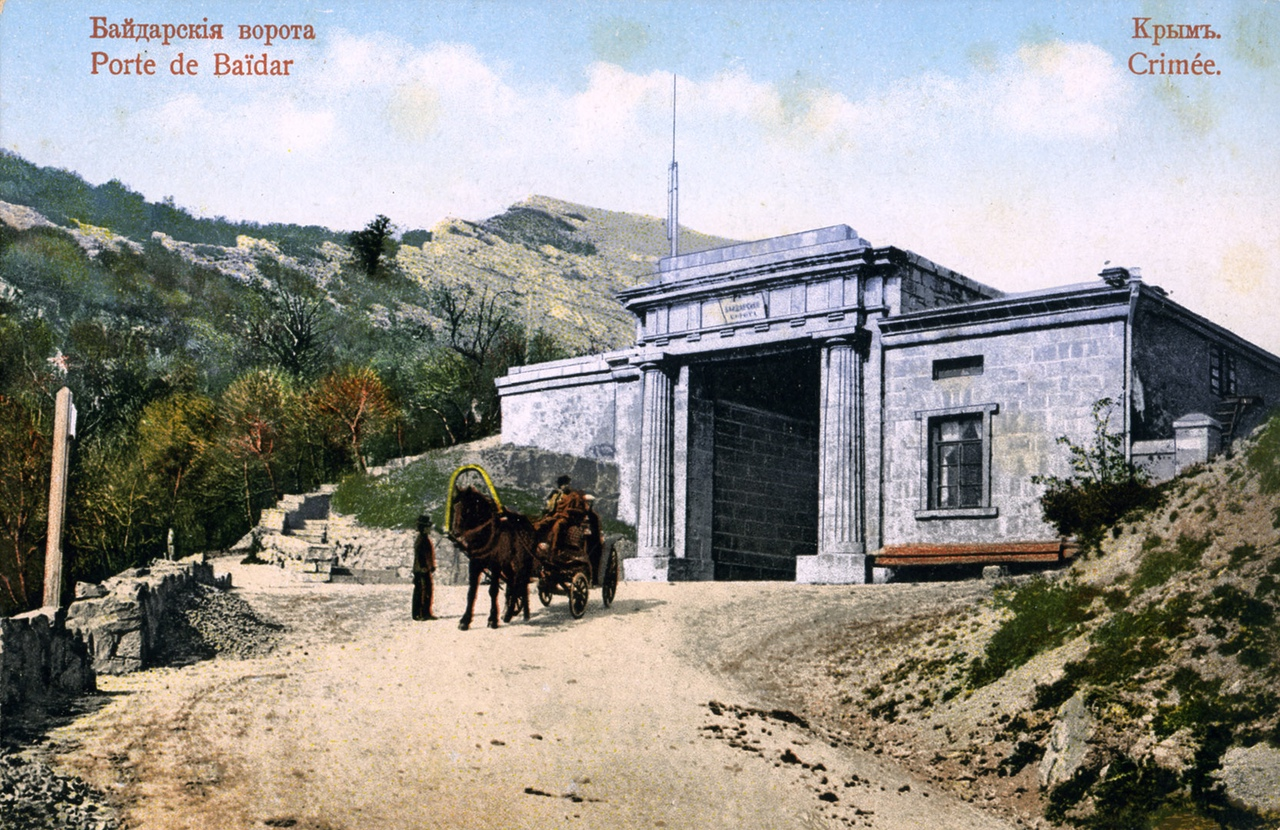
Байдарские ворота (западная часть) в начале XX века.

До 1917 года и в 20-е — 30-е годы XX века у Байдарских ворот имелись две гостиницы. Первая — слева от ворот, вторая — за воротами, вправо от них над обрывом скалы. Здесь же находилась почтовая станция с комнатой для проезжающих, слева от ворот был построен отдельный павильон-ресторан. Ныне у Байдарских ворот расположен известный ресторан «Шалаш».